# VTOL

Un McDonnell Douglas AV-8B Harrier II del Cuerpo de Marines de los Estados Unidos realizando un despegue vertical.

VTOL (acrónimo del inglés Vertical Take-Off and Landing) o «despegue y aterrizaje vertical» es la capacidad de ciertos aviones para efectuar las maniobras de despegue y aterrizaje de forma vertical utilizando pods mientras que en vuelo recto y nivelado se utiliza el método de propulsión horizontal.
Los helicópteros, dirigibles, autogiros, globos aerostáticos normalmente no son considerados vehículos VTOL. Los cohetes o etapas de cohete reutilizables tampoco son considerados VTOL, sino VTVL (acrónimo del inglés Vertical Take-off and Vertical Landing).
En 1928 a Nikola Tesla se le concedieron unas patentes para aparatos de transporte aéreo. Es uno de los primeros ejemplos de un avión de capacidades VTOL. A finales de los años 50 y principios de los 60 casi todos los diseños de cazas militares incluían ciertas capacidades VTOL. Esta fue la respuesta a la preocupación que creaban los posibles ataques sorpresa de bombarderos con bombas nucleares sobre aeropuertos y que dejarían un país expuesto a las siguientes oleadas de bombarderos. La "solución" pensada fue usar cazas con capacidades VTOL que pudieran operar desde aeropuertos semipreparados en el interior del país, repartiendo las fuerzas de defensa en lugar de concentrarlas.
En realidad el precio de las capacidades VTOL en los aviones era enorme, y mientras resultaba fácil mover los aviones a otros sitios, no así su mantenimiento completo (armamento, combustible, repuestos, mecánicos). Hacia mediados de los 60 el interés en las capacidades VTOL decreció, sobre todo por la masiva introducción de los misiles balísticos intercontinentales como principal arma nuclear de los sistemas de defensa y ataque.
Aunque también se optó por soluciones intermedias adaptando cohetes a cazas y bombarderos con el programa JATO (Jet Assisted Take Off, «Despegue Asistido por Cohetes») que fue probado con éxito en varios aparatos y no tanto en otros.
Actualmente hay dos tipos de tecnología VTOL representadas por:
- Convertiplanos:
  -  Bell XV-15
  -  V-22 Osprey
- Cazas:
  -  Hawker Siddeley Harrier
  -  British Aerospace Sea Harrier
  -  British Aerospace Harrier II
  -  McDonnell Douglas AV-8B Harrier II
  -  Ryan X-13 Vertijet
  -  Lockheed Martin F-35 Lightning II
  -  Yakovlev Yak-38
  -  Yakovlev Yak-141
  -  Heinkel Lerche II
  -  Heinkel Wespe
  -  Convair XFY-1 Pogo
  -  Lockheed XFV-1
  -  Dassault Mirage IIIV
  -  Boeing X-32

El demostrador tecnológico XV-15 y el V-22 Osprey son híbridos entre helicóptero y avión, se basan en rotores basculantes, mientras que en el Harrier y en los Yakovlev existen reactores de sustentación o basculantes.
El Harrier no obstante suele volar con capacidades STOVL que le ayudan a ahorrar combustible y le permiten llevar más armamento a mayor distancia ya que el despegue vertical consume muchísimo combustible.

Además, también existen distinta clase de buques con capacidad para portar aeronaves de tipo VTOL (no deben confundirse con los STOVL). Dichas naves, actualmente en servicio son representadas por:
- Porta-aeronaves VTOL:
  -  HMS Ocean (L12) (1 activo)
  -  Clase Mistral (3 activos + 2 en construcción)
  -  Clase Izumo (1 activo + 1 en construcción)
  -  Clase Hyūga (2 activos)
  -  Clase Dokdo (1 activo)

## Curiosidades
En los videojuegos Resistance aparece una versión de la VTOL creada por Insomiac games pero muy diferente a las de la actualidad ya que esta son aeroplanos pesados que transportan a los soldados al combate y se desconoce la capacidad de soldados que puede transportar.
- Datos: Q320599
- Multimedia: VTOL aircraft / Q320599